# Джунковский, Степан Степанович
Степа́н Степа́нович Джунко́вский (1868 — 1926) — командир лейб-гвардии Драгунского полка, герой Первой мировой войны, генерал-лейтенант (1919), участник Белого движения.

## Биография
Православный. Из потомственных дворян Полтавской губернии.
По окончании Пажеского корпуса в 1888 году выпущен был корнетом в лейб-гвардии Драгунский полк.
Чины: поручик (1892), штабс-ротмистр (1896), ротмистр (1900), полковник (1910), генерал-майор (1915), генерал-лейтенант (1919).
В 1912—1915 годах был помощником командира полка по строевой части. 6 апреля 1914 года назначен флигель-адъютантом.
В Первую мировую войну вступил в рядах лейб-драгун. Пожалован Георгиевским оружием
За то, что с 21 по 25 ноября 1914 года, занимая тремя спешенными эскадронами позицию у д. Опрженков, удержал таковую, несмотря на убийственный огонь неприятеля и повторные его атаки.
13 января 1915 года назначен командиром лейб-гвардии Драгунского полка. 14 ноября 1915 года произведен в генерал-майоры «за отличие по службе» с зачислением в Свиту Его Величества. 8 октября 1916 года назначен командиром 2-й бригады 1-й гвардейской кавалерийской дивизии. В 1917 году командовал бригадой 16-й кавалерийской дивизии.
В Гражданскую войну участвовал в Белом движении на востоке России. В 1919 году командовал 2-й Уфимской кавалерийской дивизией и временно 2-м Уфимским армейским корпусом. Возглавлял дивизию в Великом Сибирском Ледяном походе, был награждён знаком отличия военного ордена «За Великий Сибирский поход» 1-й ст. (1920). В апреле 1920 года состоял генералом для поручений при командующем войсками Российской Восточной окраины.
После Гражданской войны эмигрировал в Китай, работал в управлении КВЖД, состоял председателем общества офицеров гвардии на Дальнем Востоке. Умер в 1926 году в Париже, в 1936 году был перезахоронен на кладбище Сент-Женевьев-де-Буа.

## Награды
- Орден Святого Станислава 3-й ст. (1901)
- Орден Святой Анны 3-й ст. (1905)
- Орден Святого Станислава 2-й ст. (1908)
- Орден Святой Анны 2-й ст. (1912)
- Орден Святого Владимира 4-й ст.с мечами и бантом (1914)
- Георгиевское оружие (ВП 05.05.1915)
- Орден Святого Владимира 3-й ст. с мечами (1915)
- Благодарность Верховного правителя и Верховного главнокомандующего (1919)
- Знак отличия Военного ордена «За Великий Сибирский поход» 1-й степени (№ 7; 1920)